# Синтія Ротрок
Синтія Ротрок (Синтія Енн Крістін Ротрок) (англ. Cynthia Rothrock (Cynthia Ann Christine Rothrock); 8 березня 1957) — американська акторка та майстер бойових мистецтв.

## Біографія
Народилася 8 березня 1957 року в місті Вілмінгтон, штат Делавер. Виросла в Скрентоні, штат Пенсільванія.
Почала займатися бойовими мистецтвами в 13 років. Завдяки своїй наполегливості та таланту вона 5 років поспіль, з 1981 по 1985 рік, була чемпіонкою з карате в середній вазі у змагальній дисципліні «ката зі зброєю».
У 1980-х роках за контрактом з кінокомпанією «Golden Harvest» жила в Гонконзі та знімалася у фільмах, тренувалася в різних східних школах єдиноборств. Має декілька чорних поясів з різних видів єдиноборств: тансудо, карате та тхеквондо, ушу (школи Орлиний кіготь та Північний Шаолінь). Викладає бойові мистецтва для кіноіндустрії в студіях бойових мистецтв, в районі Студіо Сіті, на бульварі Вентура у передмісті Лос-Анджелеса. Є власницею кількох спортивних залів. Працює коментатором змагань з бойових мистецтв, проводить семінари з практики кунг-фу. У 2012 році отримала премію Awakening Outstanding Contribution Award. У 2014 році увійшла до зали слави Hall of Fame Inductees.
Є прототипом персонажа Соня Блейд комп'ютерної гри «Mortal Kombat».
Протягом багатьох років близько дружить та співпрацює із Доном Вілсоном.
Виховує доньку Скайлер Софію Ротрок (нар. 1999). Розлучена, колишній чоловік — юрист.

## Візит Синтії Ротрок до України
Візит Синтії Ротрок до України відбувся у березні 2019 року. До програми відвідування увійшли міста Ізмаїл, Південноукраїнськ та Одеса, де були проведені майстер-класи з бойових мистецтв та пресконференції. Організаторами візиту стали президент Всесвітньої організації Шин Карате Андрій Рекунов, президент Федерації сокарате та Союзу фуллконтакт карате України Олег Шиляєв та засновник громадської організації «Центр розвитку Бессарабії» Віктор Куртєв.
В Ізмаїлі заходи із Синтією Ротрок проходили в Ізмаїльському державному гуманітарному університеті. Легенда бойових мистецтв та зірка Голлівуду провела розширену пресконференцію, після якої відбувся закритий семінар з єдиноборств для двох сотень бессарабських спортсменів бойових мистецтв різних напрямків.
У перервах між своїми робочими зустрічами та практичними семінарами Синтія Ротрок відвідала сімейну виноробню «Колоніст» у селі Криничне, Болградського району.

## Фільмографія

### Акторка
| Рік  |    | Українська назва                              | Оригінальна назва                           | Роль                          |
| ---- | -- | --------------------------------------------- | ------------------------------------------- | ----------------------------- |
| 1985 | ф  | Так, мадам!                                   | Huang jia shi jie                           | інспектор Керрі Морріс        |
| 1985 | ф  | 24 години до півночі                          | 24 Hours to Midnight                        | Девон Грейді                  |
| 1986 | ф  | Експрес мільйонерів                           | Foo gwai lit che                            | гірський бандит               |
| 1986 | ф  | Чарівний кристал                              | Mo fei cui                                  | Сінді Морган                  |
| 1986 | ф  | Зло на благо                                  | Zhi fa xian feng                            | Сінді Сі / Сенді Джонс        |
| 1987 | ф  | Бій до перемоги                               | Fight to Win                                | Сенсей Лорен                  |
| 1987 | ф  | Не відступати і не здаватися 2: Скажений грім | No Retreat, No Surrender 2: Raging Thunder  | Террі                         |
| 1988 | ф  | Найкращий загін                               | Ba Wong Fa                                  | Мадам Лоу                     |
| 1988 | ф  | Швидкий вогонь                                | Rapid Fire                                  |                               |
| 1988 | ф  | Жар джунглів                                  | Jungle Heat                                 |                               |
| 1989 | ф  | Над законом 2: Лють блондинки                 | Shi jie da shai                             | Сінді                         |
| 1989 | ф  | Агент зі Скотланд-Ярда                        | Miao tan shuang long                        | інспектор Сінді               |
| 1990 | ф  | Принц сонця                                   | Tai yang zhi zi                             | Bencheuk                      |
| 1990 | ф  | Без свідків                                   | No Witnesses                                |                               |
| 1990 | ф  | Чайна О'Браєн                                 | China O'Brien                               | Чайна О'Браєн                 |
| 1990 | в  | Чайна О'Браєн 2                               | China O'Brien II                            | Чайна О'Браєн                 |
| 1990 | в  | Комендантська година                          | Martial Law                                 | Біллі Блейк                   |
| 1991 | в  | Поспішна втеча                                | Fast Getaway                                | Ліллі                         |
| 1991 | в  | Комендантська година 2: Під прикриттям        | Martial Law II: Undercover                  | Біллі Блейк                   |
| 1991 | ф  | Кіготь тигра                                  | Tiger Claws                                 | Лінда Мастерсон               |
| 1992 | ф  | Ангел люті                                    | Angel of Fury                               | Ненсі Болан                   |
| 1992 | ф  | Леді дракон                                   | Lady Dragon                                 | Кеті Галагер                  |
| 1992 | ф  | Честь і лють                                  | Rage and Honor                              | Кріс Фейрчілд                 |
| 1993 | ф  | Честь і слава                                 | Zong heng tian xia                          | Трейсі Прайд                  |
| 1993 | ф  | Честь і лють 2                                | Rage and Honor II                           | Кріс Фейрчілд                 |
| 1993 | ф  | Леді дракон 2                                 | Lady Dragon 2                               | Сьюзен «Золотий ангел» Морган |
| 1993 | ф  | Непокірна                                     | Cui hua kuang mo                            | Крісті Джонс                  |
| 1993 | тф | Невідворотна сила                             | Irresistible Force                          | Шарлотта Геллер               |
| 1994 | в  | Поспішна втеча 2                              | Fast Getaway II                             | Лілі                          |
| 1994 | в  | Ангел-хранитель                               | Guardian Angel                              | Маккей                        |
| 1995 | ф  | Фатальна пристрасть                           | Fatal Passion                               | Лорел                         |
| 1996 | ф  | Око за око                                    | Eye for an Eye                              | інструктор бойових мистецтв   |
| 1996 | ф  | Кіготь тигра 2                                | Tiger Claws II                              | Лінда Мастерсон               |
| 1996 | ф  | Клятва помсти                                 | Sworn to Justice                            | Жанна                         |
| 1996 | с  | Геркулес: Легендарні подорожі                 | Hercules: The Legendary Journeys            | Enforcer II                   |
| 1997 | тф | Дурні з Хаззарда: Возз'єднання                | The Dukes of Hazzard: Reunion!              | Берта Джо                     |
| 1997 | ф  | Шах і мат                                     | Deep Cover                                  | агент ФБР Кейт Мейсон         |
| 1997 | ф  | Нічне бачення                                 | Night Vision                                | Крістін О'Коннор              |
| 1998 | ф  | Заручник                                      | The Hostage                                 |                               |
| 2000 | ф  | Кіготь тигра 3                                | Tiger Claws III                             | Лінда Мастерсон               |
| 2000 | ф  | Погоня в Мангеттені                           | Manhattan Chase                             | Ненсі                         |
| 2001 | вг | The Untouchable 2                             | The Untouchable 2                           |                               |
| 2002 | в  | Відплата                                      | Redemption                                  | Ерін Мерфі                    |
| 2002 | ф  | За межею смерті                               | Outside the Law                             | Джулі Косгроув                |
| 2004 | ф  | Фантастичний боєць                            | Sci-Fighter                                 | Саллі Кірк / Білий Дракон     |
| 2007 | ф  | Втрачена куля                                 | Bala perdida                                | Синтія                        |
| 2012 | ф  | Літній будинок Санта-Клауса                   | Santa's Summer House                        | Нанна                         |
| 2013 | ф  | Крутий поєдинок                               | Badass Showdown                             | Айві                          |
| 2014 | ф  | Найманки                                      | Mercenaries                                 | Мона                          |
| 2015 | ф  | Бойовий малюк                                 | The Martial Arts Kid                        | Сінді                         |
| 2015 | ф  | Розбірки в Манілі                             | Showdown in Manila                          | Haines                        |
| 2015 | ф  |                                               | Blue Suede                                  | Джин                          |
| 2015 | ф  |                                               | White Tiger                                 | Валері                        |
| 2015 | ф  |                                               | The Peculiar Perils of Penelope Peacock     | Пенелопа Пікок                |
| 2015 | ф  |                                               | Star Raiders: The Adventures of Saber Raine | Кандра Син                    |
| 2015 | ф  |                                               | Bitchfight                                  | Джоанна Армстронг             |

### Продюсер
| Рік  |   | Українська назва | Оригінальна назва    | Роль                  |
| ---- | - | ---------------- | -------------------- | --------------------- |
| 1992 | ф | Честь і лють     | Rage and Honor       | асоційований продюсер |
| 1993 | ф | Честь і слава    | Zong heng tian xia   | продюсер              |
| 1993 | ф | Честь і лють 2   | Rage and Honor II    | асоційований продюсер |
| 1996 | ф | Клятва помсти    | Sworn to Justice     | асоційований продюсер |
| 2002 | ф | За межею смерті  | Outside the Law      | виконавчий продюсер   |
| 2015 | ф | Бойовий малюк    | The Martial Arts Kid | співпродюсер          |
| 2015 | ф |                  | Bitchfight           | продюсер              |